# Jesús Atienza Serna
Jesús Atienza Serna (* 15. Oktober 1944 in Trespaderne (Burgos)) ist ein spanischer Botschafter.

## Leben
Jesús Atienza Serna schloss ein Studium der Rechtswissenschaft ab und trat 1974 in den diplomatischen Dienst. Er war bei den Vereinten Nationen und in Dublin akkreditiert. Im spanischen Außenministerium leitete er die Abteilung Cooperación Bilateral Técnica sowie das Gabinete Técnico des Staatsministers im Auswärtigen Amt. Er war Director General des Oficina de Información Diplomática.
1996 wurde er als Botschafter nach Ankara entsandt. 2001 wurde er als Botschafter nach Bukarest entsandt. 2005 wurde er zum Sonderbotschafter für Migrationsfragen ernannt.
2009 war er als Botschaftsrat gleichzeitig (concurrent accreditation) an den Botschaften von Spanien in Russland und Belarus akkreditiert.

## Auszeichnungen
- 1995: Großes Goldenes Ehrenzeichen mit dem Stern für Verdienste um die Republik Österreich[3]